# Шапсуги

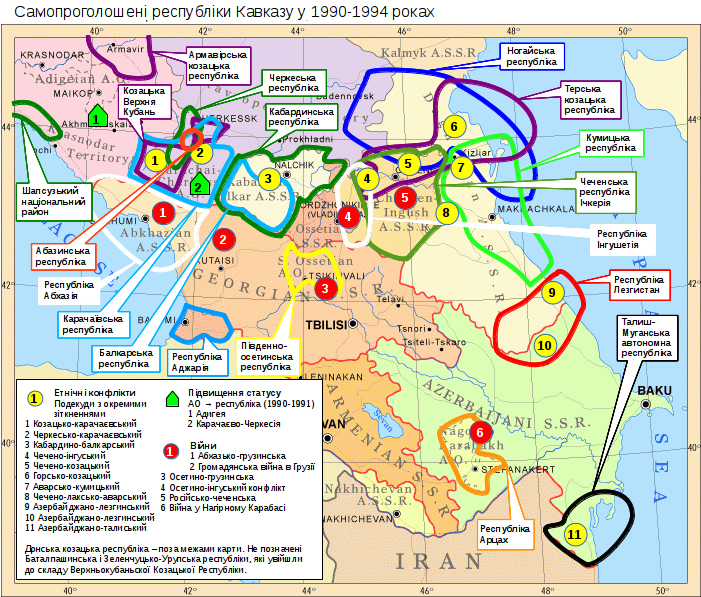
Шапсузький національний район на карті новопроголошених республік Кавказу на початку 1990-х

Шапсуги (самоназва:  Адиге,  шапсиг) — субетнос адигів. Корінне населення Чорноморського узбережжя Північно-Західного Кавказу.

## Етнологія
Свою етнічну назву шапсуги отримали за іменем трьох найдавніших родів, що жили у долині річки Шапсухо.
Вперше шапсуги названі своїм ім'ям в османських хроніках 1720-х років, у зв'язку з боротьбою адигів проти Кримського ханства. У 1724 році на річці Пшади вони розбили нападників — кримських татар, взявши у полон хана Девлета I Ґерая. У російських документах за 1743 рік є згадка про народ шапсе, сусідній з Абазі, який «має особливу мову і таке ж правління».

## Загальні відомості
Шапсуги проживають на території Російській Федерації, а також широко представлені в країнах, де проживають представники адигської діаспори — у Туреччині, Сирії, Йорданії, Ізраїлі тощо.
У Росії вони живуть на території історичної Шапсугії — у Туапсинському районі і Сочі (Лазаревський район), в інших частинах Краснодарського краю, а також в Адигеї. Багато хто під час переписів продовжують записуватися черкесами.
У радянський період переписами шапсуги не враховувалися, і за непрямими даними у 1926 році їх налічувалося близько 4 тисяч осіб.
За переписом 2002 року в Росії проживало 3200 шапсугів; за переписом 2010 року — 3,9 тисячі.
Шапсуги розмовляють шапсузьким діалектом адигейської мови, яка належить до абхазо-адигської мовної сім'ї.
Згідно з російським законодавством, шапсуги офіційно визнаються малим народом.
Чисельність шапсугів у населених пунктах (2002 р.)
Краснодарський край:
- Місто Сочі: 667 чол. в аулах або 2 366 чол. у всьому міському окрузі (у м. Сочі з підлеглими населеними пунктами)[3]
  - Лазаревський район: 658 чол. в аулах або 2 358 чол. у всьому районі;
  - Сільські округи, підлеглі адміністрації Лазаревського району м. Сочі;
    - Кіровський сільський округ
      - Аул Тхагапш: 48 чол. (32% від населення аулу, адигейці — 63 чол. або 42%);

    - Кічмайський сільський округ
      - Аул Великий Кічмай: 557 чол. (77%);
      - Аул Малий Кічмай: 120 чол. (57%, адигейці — 65 чол. Або 31%);

    - Лиготхський сільський округ
      - Аул Калеж: 380 чол. (95%);
      - Аул Хаджіко: 441 чол. (93%);
      - Аул Наджіго: 119 чол. (75%);
      - Аул Лиготх: 40 чол. (93%);
- Туапсинський район: 741 чол.
  - Сільські округи Туапсинського району
    - Георгіївський сільський округ
      - Аул Велике Псеушхо: 86 чол. (70%, адигейці — 33 чол. або 30%);

  - Сільські населені пункти, підпорядковані адміністрації смт. Новомихайлівський
    - Аул Псебе: 298 чол. (72% від населення аулу);
- Місто Туапсе: 104 чол.

## Історія
Про найдавнішу історію адигів, у тому числі й шапсугів, розповідають артефакти наступних археологічних культур — майкопська культура, дольменна культура, меотська культура та ін., які складають дорогоцінний фонд багатьох історичних музеїв, як в Адигеї та у Росії, так і за кордоном.
Шапсуги становили одну з найбільших груп не тільки причорноморських адигів, а й усього адигського (черкеського) етнічного масиву. Вони населяли землі між річками Джубга і Шаху (так званий Малий Шапсуг), а також і високогірні лісисті області на північних схилах Кавказького хребта уздовж річок Антхір, Абін, Афіпс, Вулан, Шебш та ін. (Великий Шапсуг). Брали активну участь у боротьбі з Кримським ханством.
Сучасні дослідження підтвердили (Максідом А. А., Чірг А. Ю.) — давні шапсуги успішно здійснювали зовнішню торгівлю, особливо активно з Анатолією.
Під час Кавказької війни були одними із найзатятіших противників Росії, увійшли до створеного Шамілем союзу, що існував до 1859 року. Наприкінці 1860 року був заснований меджліс, який об'єднав шапсугів, убихів і натухайців. У 1864 році переважна більшість шапсугів разом з іншими адигами була виселена до Османської імперії (мухаджирство), де були частково асимільовані. На Кавказі залишилося близько 2 тисяч шапсугів, а їхні землі стали заселятися слов'янськими, вірменськими та грецькими колоністами.
У 1924 році був створений Шапсугський національний район з центром у Туапсе, потім у селах Красноалександровське і Лазаревське, в 1945 році перетворений у Лазаревський район Краснодарського краю (з 1961 року — Лазаревський район міста Сочі). На 1-му з'їзді шапсугського народу у 1990 році була прийнята декларація про відновлення Шапсугського національного району. 12 червня 1992 року Президія ДД РФ прийняла постанову про створення Шапсузького національного району.
Серед шапсугів у мовному відношенні виділяються хакучі.
Енциклопедичний словник Брокгауза і Ефрона наприкінці 19 століття повідомляв:

Шапсуги — сильне черкеське плем'я, що жило уздовж обох схилів Головного Кавказького хребта, займаючи на північній його стороні країну між ріками Адагум і Супса, а на південній— між річками Пшади і Шаху.
У першій половині XVIII ст. Шапсуги прийняли іслам і з ревнощів до нового вчення напали на своїх сусідів-натхокуаджів, зібрали у них хрести і спалили їх.
Почалася війна, що тривала 20 років; натхокуаджі вторглися у землю Шапсугів і спалили їх мечеті.
Анапські паші намагалися примирити ворогуючих, що їм і вдалося.
У шапсугів не було князів (паш); народ ділився на вуорків (дворян), торлокотлів (середній стан, вільні хлібороби), пшітлів (селяни) і унаутів (рабів). Лад суспільства був аристократичний. Весь народ ділився на окремі самостійні громади—псухо і громади—хабл, що управляли своїми виборними старшинами або найстаршими жителями. З давніх пір дворяни (вуорки) панували серед шапсугів, але мало-помалу народ звільнився від їх переважаючого авторитету і на народних зборах став домагатися скасування дворянських привілеїв і свободи від домагань дворян на свою працю і майно.
Довго тривала ця боротьба, але без певного результату. Нарешті у 1790-х роках стався вибух через насильства, вчиненого дворянами Шеретлуковими над проїжджими торгівцями, які перебували під заступництвом однієї громади; народ з помсти напав на одного з Шеретлукових, образив грубими словами і дією його матір, захопив його кріпосну дівчину і пограбував його майно.
Така неповага до дворянства була першим прикладом порушення дворянських переваг і послужила приводом до відкритої боротьби дворянства з народом.
Шеретлукови зважилися кров'ю змити завдану образу, виселилися до бзедухів і у 1793 р. відправили у Петербург депутацію, умовивши імператрицю Катерину II дати їм на допомогу козаків. У 1796 р. бзедухи, з підмогою від росіян (три сотні чорноморських козаків з 1 гарматою), одержали над шапсугами рішучу перемогу на берегах Бзіюкозауо (див. Бзіюкська битва. Довго після того ще тривала боротьба, лилася кров і винищувалося майно Шапсугів і бжедухів; нарешті Шеретлукови помирилися зі своїм народом і повернулися на батьківщину, крім Алі-султана, який залишився в землі Чорноморського війська і заснував Гривенську черкеську станицю.
Шапсуги досягли свого і обмежили права дворян. Хоча дворянство зберегло деякі переваги над народом, але вони мали швидше характер почесних відзнак; наприклад, за кров убитого дворянина платиться 30 голів худоби, а за торлокотля— 28; за крадіжку коня, окрім повернення вкраденого, ще 2 коні дворянину, 1 коня торлокотлю. Кріпосні, бачачи падіння влади і значення дворян, відмовилися їм підкорятися і скинули з себе їх ярмо.
Багато дворянських сімей пішло до сусідів, інші— до росіян; дворяни, котрі залишилися на батьківщині, втратили усі переваги, крім тих, які даються розумом, красномовством і хоробрістю. Такий же демократичний переворот, але поступово, без кровопролиття, здійснився у натхокуаджів і абадзехів упродовж двох поколінь.
Велика частина справ перейшла до народних зборів, на котрі сходився весь народ, і де розбиралися великі позови, суспільні потреби і справи.
Законодавча і виконавча влада перебувала в руках народу, а відсутність глави робило управління республіканським. У зборах були присутні всі стани, крім залежних селян; пізніше збори складалося з депутатів від товариств.
Кожне псухо (громада) управлялося своєї мирської сходкою— зауча або джемі. Цивільний і юридичний побут Шапсуги ґрунтувався на трьох головних засадах: 1) на праві власності, 2) на праві вживання зброї кожною вільною людиною і 3) на родовому союзі, зі взаємним обов'язком захищати один одного, мстити за смерть, образу та порушення прав власності всім за кожного і з відповідальністю перед чужими родовими спілками за всіх своїх. Суд спочатку проводився на підставі звичаю, адата, але потім, під впливом духовенства, що посилилося внаслідок боротьби з росіянами, і розвитком фанатизму, став запроваджуватися суд духовний, за шаріатом, хоча суд за адатом переважав до кінця.
Боротьба шапсугів з російськими військами тривала до 1863 р., коли вони змушені були виселитися на Кубанську рівнину або ж піти до Туреччини. Вони віддали перевагу останньому, хоча багато хто з них також були виселені насильно. Південні приморські Шапсуги були підкорені генералом Гейманом в 1864 р. і теж виселилися до Туреччини.

## Сучасні Шапсузькі аули
- Туапсинский район Краснодарського краю: Агуй-Шапсуг (раніше Куйбишевка), Велике Псеушхо, Мале Псеушхо, Псебе
- Лазаревський район міста Сочі: Хаджіко (раніше Красноалександровський 1-й), Калеж (раніше Красноалександровський 2-й), Лиготх (раніше Красноалександровський 3-й), Наджіго, Великий Кічмай, Малий Кічмай, Тхагапш (раніше ім. Кірова).
- Тахтамукайського району Адигеї: Афіпсіп, Панахес, Псейтук, Хаштук.

В аулі Лиготх знаходиться музей «Садиба причорноморського шапсуги».
У селищі Лазаревське з 1991 р. видається газета «Шапсуги».

## Лазаревський етнографічний музей
У музеї можна побачити історичні реліквії, вік яких сягає 4-5 тисяч років, крім того, є експозиція старовинної черкеської зброї, спорядження воїна, кінської упряжі, красиві зразки святкового адигського жіночого одягу (з темного оксамиту і парчі, прикрашеної золотою вишивкою, срібною тасьмою і позолоченими застібками). Шапсугські жінки були вправними майстринями.

## Відомі шапсуги
- Тугужуко Кизбеч — один з найбільш значних ватажків адигів під час Кавказької війни XIX в.
- Ачмізов Айдамир Ахмедович — Герой Радянського Союзу (31.03.1943)
- Совмен Хазрет Меджидович — президент Республіки Адигея (2002 — 2007)
- Кобля Якуб Камболетович — Заслужений тренер СРСР
- Шхалахов Валентин Ібрагімович — Заслужений тренер СРСР з дзюдо
- Напсо Кушук Заїдович — Заслужений будівельник Росії, депутат Законодавчих Зборів Сочі, член Громадської Палати міста Сочі
- Чуц Абубачир Батербієвич — Герой Радянського Союзу (1912 — 27.03.1944)
- Тхагушев Ісмаїл Халалович — Герой Радянського Союзу (17.03.1920 — 15.11.1943).
- Бібрас Натхо — футболіст.